# Telescopus fallax
Il serpente gatto europeo (Telescopus fallax (Fleischmann, 1831)) è un serpente della famiglia Colubridae che vive principalmente nella parte orientale del bacino del Mediterraneo.

## Biologia
Il nome comune è dovuto alle strette pupille verticali dei suoi occhi, che possono ricordare quelle dei gatti. Il serpente è considerato una specie velenosa, ma non pericolosa per l'uomo perché ha i denti situati posteriormente e non ha la capacità di iniettare il veleno all'uomo. Però usa i denti appuntiti posti dietro alla mascella superiore per iniettare veleno sufficiente a uccidere le sue prede, principalmente gechi e piccole lucertole.
Per catturare la preda, dopo avervi iniettato il veleno la lascia fuggire e morire; poi la segue e fiutando l'aria circostante trova la traccia che ha lasciato; quindi inghiotte la preda per intero, iniziando dalla testa.

## Distribuzione e habitat
L'areale di questa specie si estende dal nord-est dell'Italia sino all'Iran, comprendendo Slovenia, Croazia, Bosnia ed Erzegovina, Montenegro, Albania, Grecia, Malta, Cipro, parte meridionale della Bulgaria, Caucaso, Armenia, Georgia, Azerbaigian, Turchia, Israele, Libano, Siria e Iraq.